# أندريا إيكيرت
أندريا إيكيرت (بالألمانية: Andrea Eckert) (و. 1958  م) هي ممثلة مسرحية، وممثلة أفلام نمساوية، ولدت في فيينا.

## جوائز
حصلت على جوائز منها:
- ميدالية كاينز  [لغات أخرى]‏.

## وصلات خارجية
- أندريا إيكيرت على موقع IMDb (الإنجليزية)
- أندريا إيكيرت على موقع ألو سيني (الفرنسية)
- أندريا إيكيرت على موقع أول موفي (الإنجليزية)
- أندريا إيكيرت على موقع قاعدة بيانات الأفلام السويدية (السويدية)
- أندريا إيكيرت على موقع قاعدة بيانات الفيلم (الإنجليزية)
- أندريا إيكيرت على موقع كينوبويسك (الروسية)